# 法琳效应
法琳效应（得名于瑞典血液学家 Robert Sanno Fåhræus 和 Johan Torsten Lindqvist）指出，对于直径为10-300微米的圆管，在血液流经不同管径的圆管时，血液的粘度随管径减小而降低。对于此效应的解释有很多种，有人认为细管促使红血球向管中心移动，使近管壁处形成血浆汇集的区域，从而降低了流动阻力。